# Саранци
Саранци (болг. Саранци) — село в Болгарии.
Находится в Софийской области, на шоссе из Софии в Орханиэ, входит в общину Горна-Малина. Население составляет 343 человека (2022). В прошлом называлось Ташкисен. В ходе Русско-турецкой войны 19 (31) декабря 1877 года состоялся бой при Ташкисене.

## Политическая ситуация
Саранци подчиняется непосредственно общине и не имеет своего кмета.
Кмет (староста, мэр) общины Горна-Малина — Емил Христов Найденов Болгарская социалистическая партия (БСП) по результатам выборов в правление общины.

## Достопримечательности, памятные места
Братский курган нижних чинов Лейб-гвардейского Волынского полка, братская могила капитана Николая Дмитриева Иванова и 34 нижних чинов петербургского гренадерского полка, братская могила 52 нижних чинов лейб-гвардейского Волынского полка погибших 19 декабря 1877 года в битве при Ташкесене (Саранци). Расположены в лесу недалеко от деревни, местность Перестре.